# Saratov oblast
Saratov oblast (russisk: Саратовская область, tr. Saratovskaja oblast) er en af 46 oblaster i Den Russiske Føderation. Oblasten har et areal på 101.240 km² og 2.369.405 (2025) indbyggere. Det administrative center i oblasten er placeret i byen Saratov (russisk: Саратов), der har 838.042 (2020) indbyggere. Andre større byer i oblasten er Engels (russisk: Энгельс) med 222.115 (2025) indbyggere, og Balakovo, der har 180.694 (2025) indbyggere. Saratov oblast ligger i Volgas føderale distrikt.

## Geografi
Oblasten er beliggende i den sydøstlige del af Østeuropæiske Slette i den europæiske del af Rusland, i den nordlige del af nedre Volgaregion. Fra vest til øst er oblastens udstrækning 575 km og fra nord til syd 330 km. Gennem området løber floden Volga, der opdeler oblasten i 2 dele: venstre og højre bred.
Den vestlige del af oblasten er præget af højene på Volgaplateauet med højder på op til 370 moh. I den østlige del er et udpræget steppelandskab. Den flade slette afbrydes kun af tørre dale. I øst begrænses sletten af højdedraget Obsjtsjij Syrt. Mod syd falder landet mod den kaspiske sænkning.

### Grænser
Saratov oblast grænser op til Pensa oblast mod nord, Samara oblast mod nordøst, Orenburg oblast mod øst, Kasakhstan (Vest-Kasakhstan oblast) mod sydøst, Volgograd oblast mod sydvest, Voronezj oblast mod vest og Tambov oblast mod nordvest.

### Naturressourcer
Af særlig betydning er den værdifulde sortjord, der er udbredt i oblasten. Landbrugsjordene er tilstrækkeligt forsynet med vand, og ud over floden Volga er der omfattende grundvandsreserver.